# Juren (köpinghuvudort i Kina, Heilongjiang Sheng, lat 45,76, long 127,28)
Juren (kinesiska: 居仁, 居仁镇) är en köpinghuvudort i Kina. Den ligger i provinsen Heilongjiang, i den nordöstra delen av landet, omkring 50 kilometer öster om provinshuvudstaden Harbin. Antalet invånare är 21 349. Befolkningen består av 10 466 kvinnor och 10 883 män. Barn under 15 år utgör 14,0 %, vuxna 15-64 år 79 %, och äldre över 65 år 6,0 %.
Runt Juren är det ganska tätbefolkat, med 160 invånare per kvadratkilometer. Närmaste större samhälle är Binzhou, 15,5 km öster om Juren. Trakten runt Juren består till största delen av jordbruksmark.
Genomsnittlig årsnederbörd är 839 millimeter. Den regnigaste månaden är juli, med i genomsnitt 186 mm nederbörd, och den torraste är januari, med 8 mm nederbörd.